# Gunnam-myeon, Yeoncheon-gun
Gunnam-myeon (koreanska: 군남면) är en socken i den norra delen av Sydkorea, 55 km norr om huvudstaden Seoul.  Den ligger i kommunen Yeoncheon-gun i provinsen Gyeonggi.